# Metoxfenidina
La metoxfenidina (llamada también metoxidifenidina, 2-MeO-difenidina y MXP) es un fármaco con acción disociativa de la clase de las diariletilaminas que se ha vendido en línea como droga de diseño. El uso de la metoxfenidina se reportó por primera vez en una patente en el año 1989 en quien se investigó como tratamiento para lesiones neurotóxicas. Poco después de la prohibición de las arilciclohexilaminas en el Reino Unido en 2013, la metoxfenidina y el compuesto relacionado difenidina, pasaron a estar disponibles en el mercado gris, donde se ha vendido en forma de polvo y tabletas. Aunque la difenidina posee una mayor afinidad por el receptor NMDA, los informes anecdóticos sugieren que la metoxfenidina tiene una mayor potencia por vía oral. De los tres sustituyentes anisilo isoméricos, la metoxfenidina tiene una afinidad por el receptor NMDA mayor que la 4-MeO-difenidina pero menor que la 3-MeO-difenidina, una relación estructura-actividad compartida por todas las arilciclohexilaminas.

## Efectos adversos
Se ha informado en trabajos de investigación que la intoxicación aguda por metoxfenidina produce confusión, hipertensión arterial y taquicardia que respondieron al tratamiento con lorazepam intravenoso. La metoxfenidina también se ha asociado con tres muertes publicadas y un caso de dificultad para conducir.
También se han informado de la súbita aparición de episodios psicóticos, incluido un caso que resultó en asesinato en junio de 2014.

## Estado legal
Desde octubre de 2015, la metoxfenidina es una sustancia controlada en China.
MXP también está prohibido legalmente en Suecia.
En Canadá, MT-45 y sus análogos se convirtieron en sustancias controladas de la Lista I del país, compuestos que contienen DPD en su grupo estructural. La posesión sin autorización legal puede resultar en un máximo de siete años de prisión. Además, Health Canada modificó las Regulaciones de Alimentos y Medicamentos en mayo de 2016 para clasificar explícitamente la DPD como una droga restringida. Sólo pueden poseer la droga aquellos que tengan autorización de una agencia legal, una persona con un permiso de exención o instituciones con autorización del Ministro de ese país.